# Iriga City
Iriga ist eine philippinische Component City in der Provinz Camarines Sur. Sie hat 111.757 Einwohner (Zensus 1. August 2015), die in 39 Barangays lebten. Iriga gehört zur vierten Einkommensklasse der Städte in den Philippinen. Eine regelmäßige Eisenbahnverbindung besteht zwischen Manila und Iriga, sie wird von der Philippine National Railways betrieben.

## Geographie
Sie liegt 291 km südöstlich der philippinischen Hauptstadt Manila und 22 km südöstlich der Provinzhauptstadt Pili. Iriga City trägt den Beinamen Stadt der Quellen in der Bicol-Region. Über 30 Quellen liegen auf dem Gemeindegebiet und gehören zum Wassereinzugsgebiet des Bicol-Flusses. Die Topographie der Großstadt variiert von ausgedehnten  Flachländern bis zu gebirgigen Landschaftsbildern. Die höchste Erhebung ist der 1.143 Meter hohe aktive Vulkan Iriga. Ihre Nachbargemeinden sind Baao, Nabua und Bato im Westen, Buhi im Osten, Ocampo und Sagñay im Norden.

## Geschichte
Der Name der Großstadt stammt von der im Bikolano gebräuchlichen Redewendung I raga, das hier ist Land bedeutet. Die erste bekannte Siedlung auf dem Gemeindegebiet lag am Ufer des Bicol-Flusses und wurde  Bua (Nabua) bezeichnet. Im Jahre 1573 eroberte der Conquistator Juan de Salcedo mit 120 Mann die Region um Iriga. Nach der Eroberung beorderte der Gouverneur Francisco de Sande den Kapitän Juan de Guzman in die Region und gab ihm den Auftrag die Christianisierung der Region zu unterstützen, Franziskaner in die Region zu bringen und Kirchen zu bauen. 1578 wurde die erste Kirche in der Siedlung I-raga aus Holz errichtet und fünf Jahre später die erste Kirche aus Stein.
Im Jahre 1682 hatte I-raga bereits eine Einwohnerzahl von 8.909 Personen und wurde in die Verwaltungseinheit Pueblo de la Provincia de Ambos Camarines umgewandelt. 1710 wurden die ersten Stadtteile (Barrio) eingerichtet, diese waren San Agustin, San Isidro, San Nicolas und San Antonio Abad.
1901 wurde die erste Schule, die Iriga Central School, in Iriga eröffnet und 1913 wurde die Stadt an das Eisenbahnnetz angeschlossen. 1948 wurde die erste Hochschule, das Mabini Memorial College, eröffnet. Am 8. Juli 1968 erhielt Iriga den Titel einer Component City (Großstadt) verliehen.

## Baranggays
| - Antipolo - Cristo Rey - Del Rosario (Banao) - Francia - La Anunciacion - La Medalla - La Purisima - La Trinidad - Niño Jesus - Perpetual Help - Sagrada - Salvacion | - San Agustin - San Andres - San Antonio - San Francisco (Pob.) - San Isidro - San Jose - San Juan - San Miguel - San Nicolas - San Pedro - San Rafael - San Ramon | - San Roque (Pob.) - San Vicente Norte - San Vicente Sur - Santa Cruz Norte - Santa Cruz Sur - Santa Elena - Santa Isabel - Santa Maria - Santa Teresita - Santiago - Santo Domingo - Santo Niño |